# Stop Victim War's Wall
Stop Victim War's Wall és un mural ubicat junt a la Plaça del Tossal, entre les Places de Calderers i de l'Espart de la Ciutat de València. Va ser creat per Fasim en estiu de 2010. L'obra vol ser un homenatge a les víctimes dels conflictes bèl·lics, especialments a les víctimes dels bombardejos a Iraq i Afganistan. Té unes dimensions aproximades de 12 x 3 - 7 x 3 metres. És un dels símbols de l'Art urbà a la Ciutat de València en la dècada de 2010.